# Cyrtanthus
Cyrtanthus é um género botânico pertencente à família amaryllidaceae.

## Espécies
| - Cyrtanthus angustifolius - Cyrtanthus breviflorus - Cyrtanthus contractus - Cyrtanthus flammeus - Cyrtanthus flanaganii - Cyrtanthus hybrid - Cyrtanthus intermedius - Cyrtanthus lutescens | - Cyrtanthus mackenii - Cyrtanthus macowanii - Cyrtanthus obliquus - Cyrtanthus ochroleucus - Cyrtanthus parviflorus - Cyrtanthus sanguineus - Cyrtanthus stenanthus - Cyrtanthus thorncroftii |